# NGC 6120
NGC 6120 је спирална галаксија у сазвежђу Северна круна која се налази на NGC листи објеката дубоког неба.
Деклинација објекта је + 37° 46' 27" а ректасцензија 16h 19m 48,1s. Привидна величина (магнитуда) објекта NGC 6120 износи 13,9 а фотографска магнитуда 14,5. NGC 6120 је још познат и под ознакама UGC 10343, MCG 6-36-29, CGCG 196-41, IRAS 16180+3753, 1ZW 141, KUG 1618+378, PGC 57842.